# Velké Hostěrádky
Velké Hostěrádky (německy Hostraditz) jsou obec v okrese Břeclav v Jihomoravském kraji. Žije zde 498 obyvatel.

## Název
Název se vyvíjel od varianty Hocteradici (1237), Hostaradicz (1358), Hostyehradek (1437), Hostyeradky (1464), z Welkych Hostieradek (1577), Hostiradek (1673), Hostiehradek (1718), Hostieradek (1720, 1751), Gross Hostěhradek a Welký Hostěhradek (1846), Gross Hostiehradek a Hrubé Hostěrádky (1872), Gross Hostěhradek a Velké Hostěhrádky (1893) až k podobě Velké Hostěhrádky v roce 1924. Místní jméno je zdrobnělinou názvu Hostěradice, který vznikl z osobního jména Hostěhrad.

## Historie
První písemná zmínka o obci pochází z roku 1210, kdy ji Lev z Klobouk odkázal zábrdovickému klášteru. Od roku 1418 se připomíná tvrz, kterou získal od Jana a Stacha z Hostěhrádek Jan Krumsín z Čelechovic. Tvrz a ves roku 1504 vyženil Vilém z Víckova sňatkem s Alenou z Lílče. Roku 1617 se obec stala součástí žerotínského panství v majetku Lichtenštejnů.

## Obyvatelstvo
Podle sčítání 1930 zde žilo v 187 domech 757 obyvatel, z nichž se 750 hlásilo k československé národnosti. Žilo zde 381 římských katolíků, 372 evangelíků, 1 příslušník Církve československé husitské a 1 žid.

### Struktura
Vývoj počtu obyvatel za celou obec i za jeho jednotlivé části uvádí tabulka níže, ve které se zobrazuje i příslušnost jednotlivých částí k obci či následné odtržení.
| Místní části   | Místní části          | 1869 | 1880 | 1890 | 1900 | 1910 | 1921 | 1930 | 1950 | 1961 | 1970 | 1980 | 1991 | 2001 | 2011 | 2021 |
| -------------- | --------------------- | ---- | ---- | ---- | ---- | ---- | ---- | ---- | ---- | ---- | ---- | ---- | ---- | ---- | ---- | ---- |
| Počet obyvatel | část Velké Hostěrádky | 620  | 653  | 668  | 758  | 757  | 780  | 757  | 627  | 634  | 565  | 480  | 396  | 400  | 456  | 493  |
| Počet domů     | část Velké Hostěrádky | 147  | 156  | 165  | 172  | 160  | 169  | 187  | 191  | 182  | 168  | 150  | 186  | 191  | 199  | 201  |

## Obecní správa

### Obecní symboly
Znak a vlajka byly obci uděleny rozhodnutím předsedy Poslanecké sněmovny Parlamentu České republiky dne 8. října 2001.

## Pamětihodnosti
- Kostel svatého Šebestiána, Rocha a Rozálie z roku 1794 s barokním oltářem
- Mohylník Skřípov a Líchy, archeologické naleziště[11]
- Zájezdní hostinec z konce 18. stol., v klasicistním slohu

## Rodáci
- Josef Havlík, učitel, poslanec Zemského sněmu
- Jaroslav Dobrovolný (10. prosince 1915 - 6. května 1996), plukovník letectva 312 a 313 perutě RAF
- František Pacas (1. srpna 1934 - 31. března 2011), předseda hasičského sboru Břeclav

## Galerie

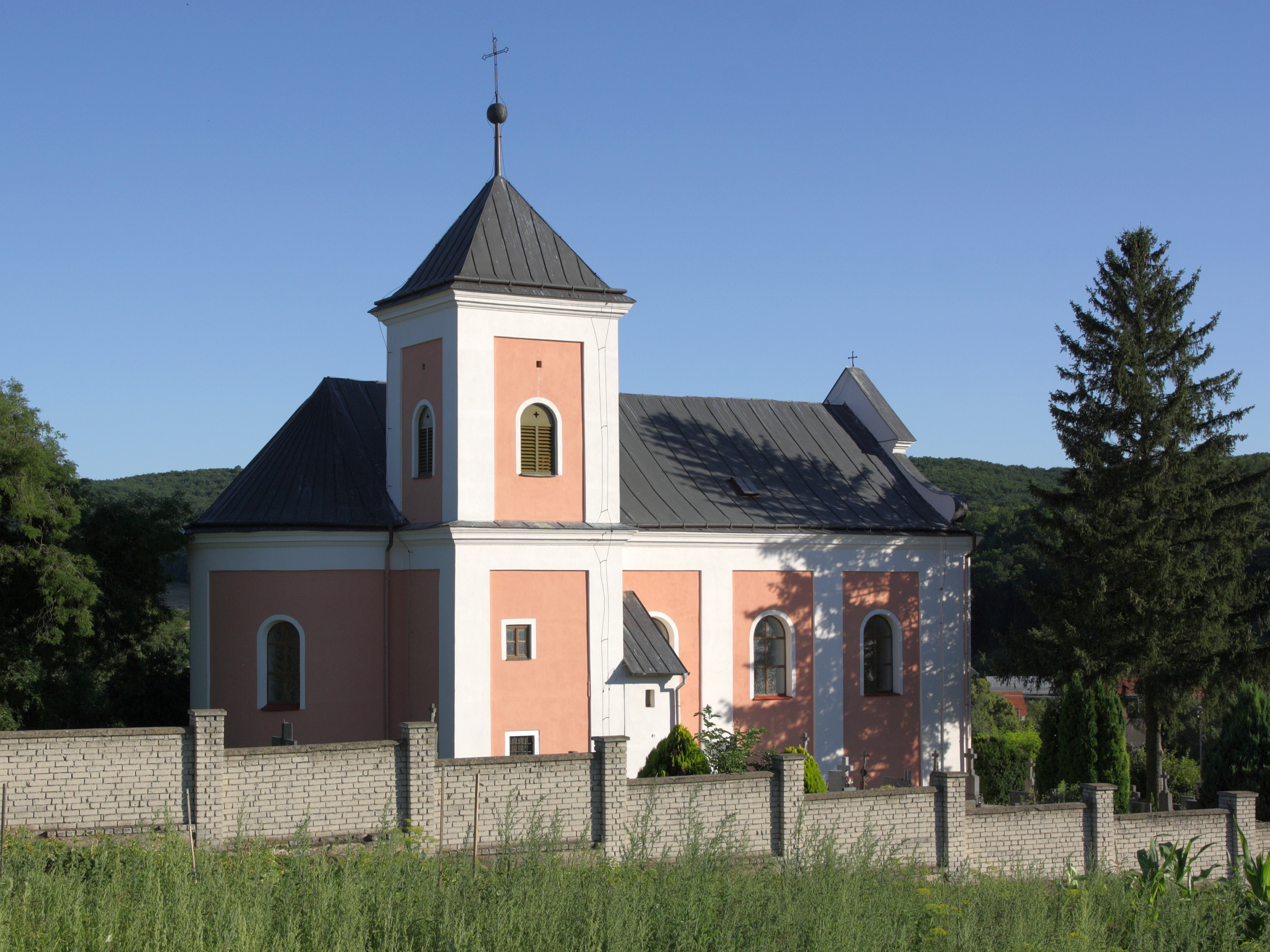
Kostel svatého Šebestiána, Rocha a Rozálie
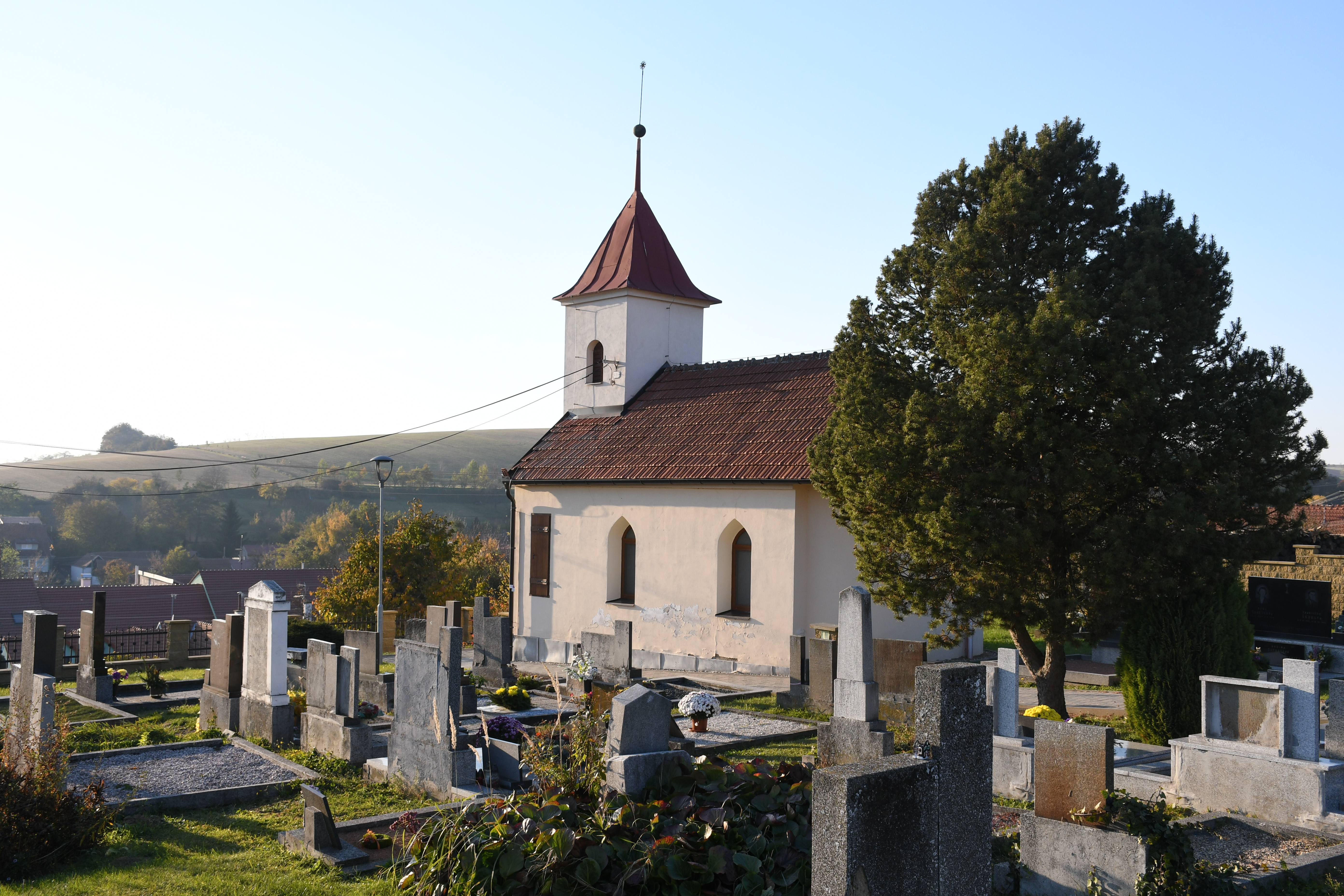
Evangelický hřbitov s kaplí
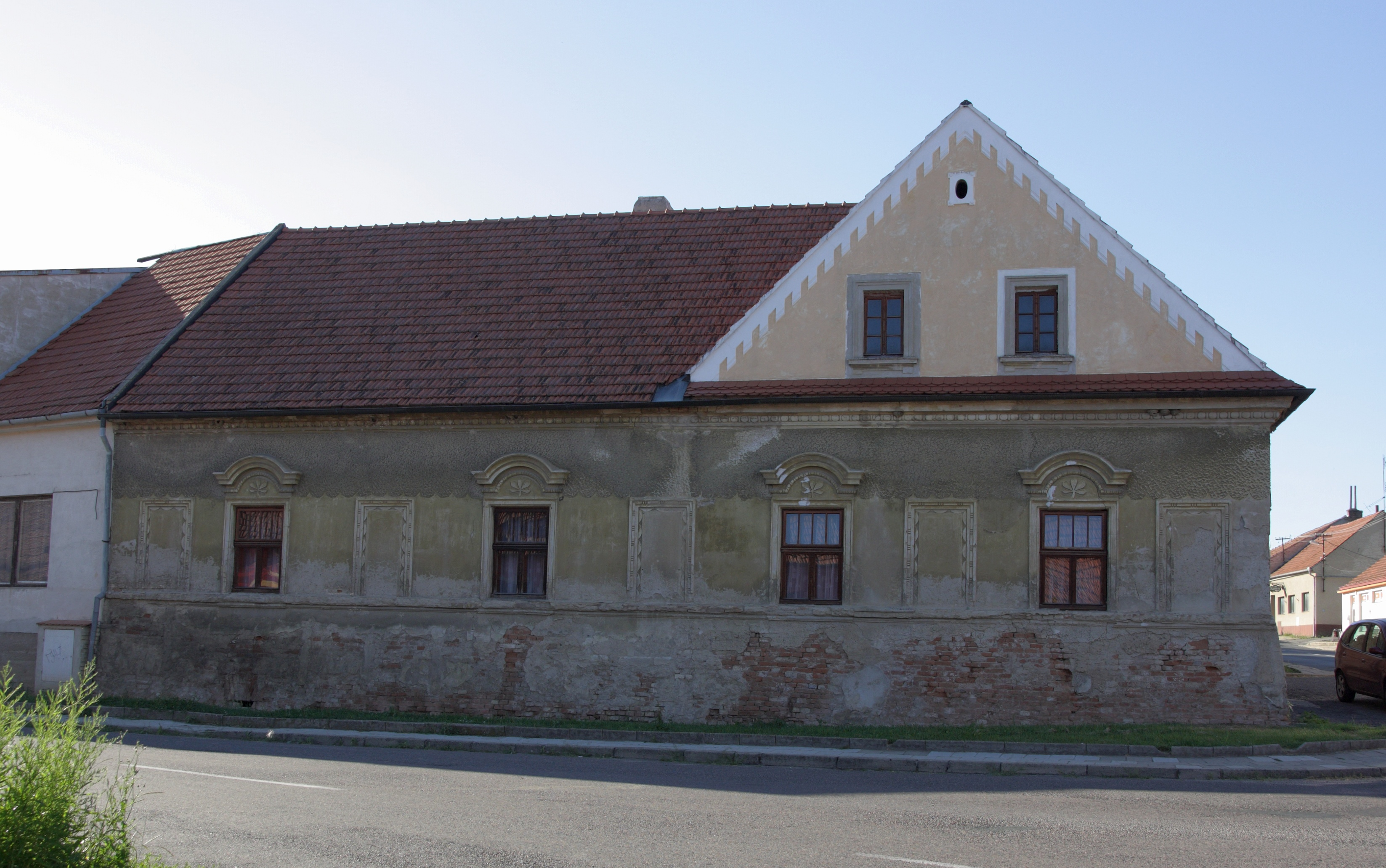
Bývalý zájezdní hostinec
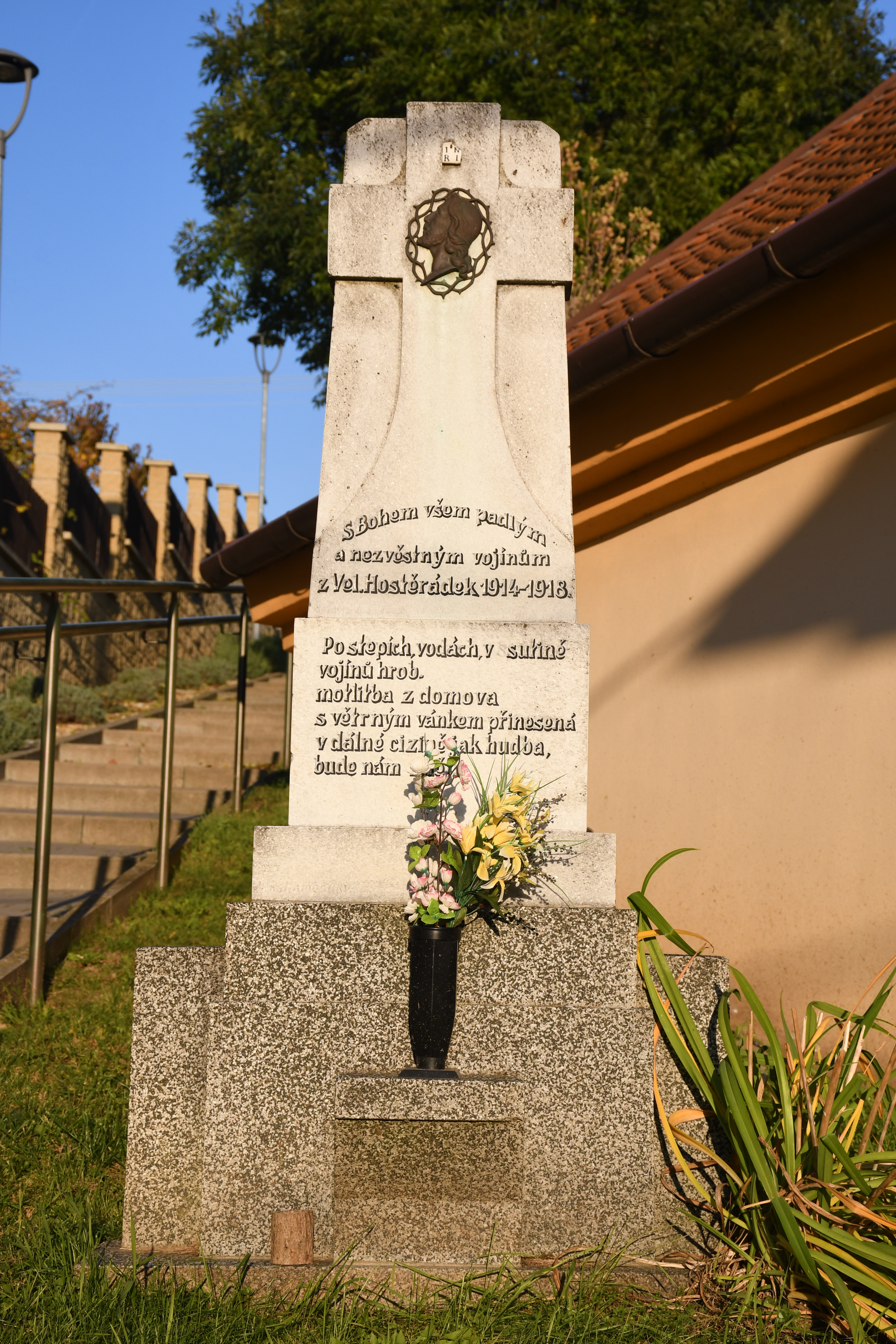
Pomník obětem První světové války
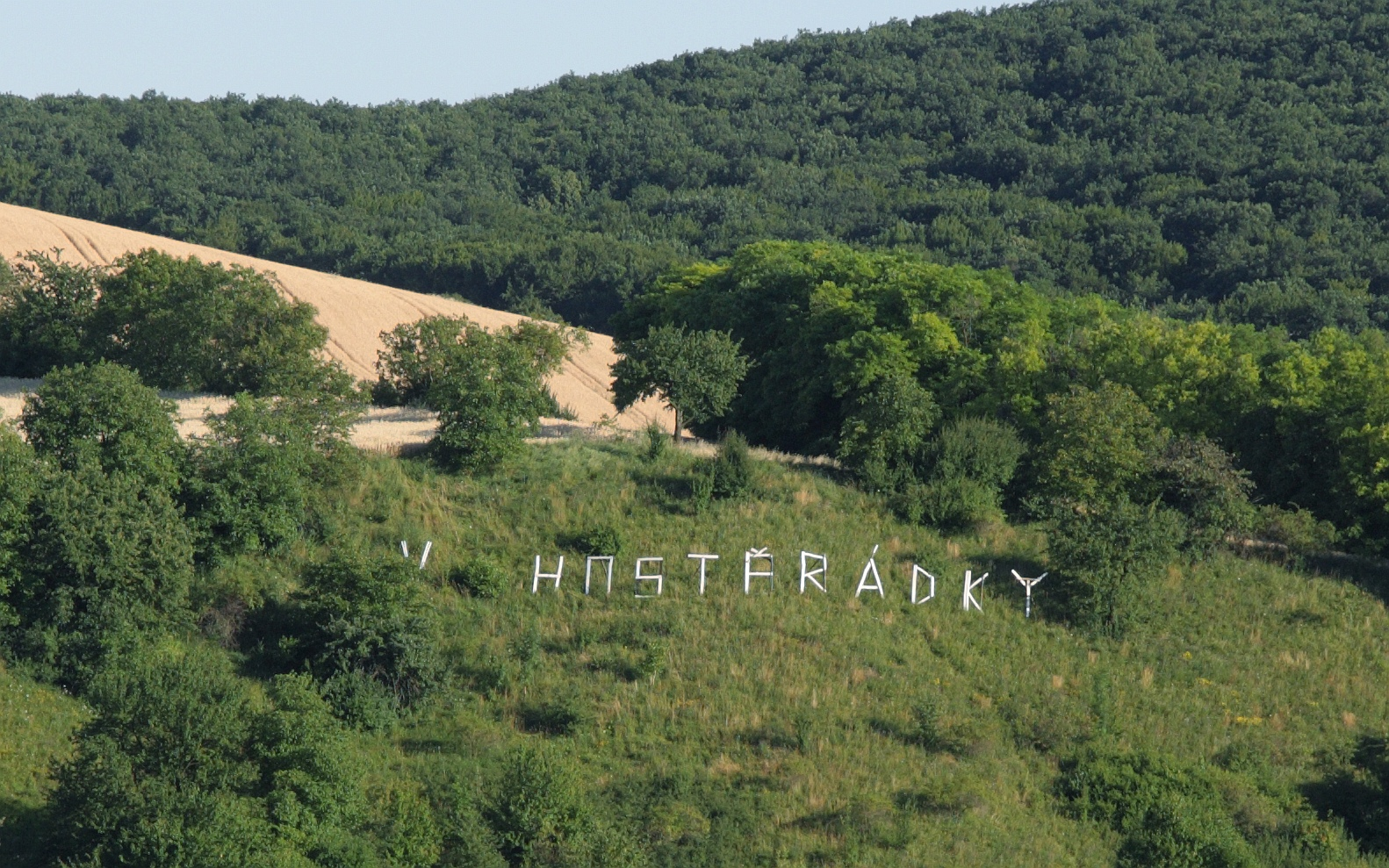
Nápis nad obcí